# دم‌خاری سرخاکستری
دم‌خاری سرخاکستری (نام علمی: Cranioleuca semicinerea) گونه‌ای از پرندگان در زیرتیرهٔ Furnariinae از تیرهٔ مرغان تنورساز (Furnariidae) وبومی برزیل است.